# Météorite de Pantar
La météorite de Pantar, ou simplement Pantar, est une météorite tombée en 1938 sur le territoire de Pantar (Lanao du Nord, Philippines).

## Histoire
Un bolide accompagné d'un nuage de poussières est observé dans le ciel du Lanao du Nord le 16 juin 1938, et de petites particules tombent sur les toits de Pantar. Seize fragments de la météorite sont ensuite retrouvés à proximité (dont l'un enfoncé de plus d'un mètre dans une rizière), soit une masse totale de 2,23 kg. Le plus gros fragment est conservé au Center for Meteorite Studies (en) de Tempe (Arizona, États-Unis).

## Caractéristiques
La météorite de Pantar est une chondrite. Les chondres sont petits (de diamètre généralement inférieur à 1 mm), et parcourus de petites veines. Les principaux minéraux sont l'olivine et l'orthopyroxène, accompagnés de plagioclase, de troïlite et de métal (Fe-Ni). Les grains de Fe-Ni comportent des zones gris foncé et friables  d'autres gris clair. Parmi les minéraux accessoires on trouve de la chromite et du cuivre natif.
La teneur globale en fer (26,47 % pds) ainsi que la composition de l'olivine (Fa18) sont caractéristiques du groupe H, et son altération du type pétrologique 5. L'âge d'exposition aux rayons cosmiques est relativement petit : 3,1 Ma environ.